# 湊さやか
湊 さやか（みなと さやか、1996年〈平成8年〉6月19日 - ）は、日本の女優。旧芸名：湊谷 笑夢（みなとだに えむ）。本名：湊谷 さやか（みなとだに さやか）。
福岡県飯塚市出身。

## 人物
父親は、千葉県出身で福岡県育ち。母親は静岡県出身。
兄弟は、兄が1人。弟が1人。実家にはトイプードルが1匹。
大学生の時にしていたコールセンターのアルバイト先にいた人が芸能事務所と繋がりがあり、紹介してもらう。
就職活動時期を迎えていたが、やりたいことがなかったため、興味から試しに芸能活動を始める。
同年、代役で舞台デビューし、演じることの楽しさにめざめる。

### エピソード
福岡での活動時代は、テレビや映画などのオーディションが少なく、舞台中心の活動をしていた。
活動の幅を拡げたく、当時のマネージャーと今後について何度も相談し、東京に行くことを後押ししてくれた。
東京都にある芸能事務所の社長とご縁があり、東京に来た2019年当初1年弱所属。
憧れの女優である満島ひかりさんが所属していたユマニテの所属オーディションを受けるために、事務所を退所。
2022年ユマニテで面接までいくも、所属は叶わなかった。
その後、コロナ禍で芸能活動が激減し、バイトも出来ない、貯金も減る一方で、一旦福岡の実家に戻る。
したいことができない生活、先の見えい不安により、闇み期に突入。
約1年程実家でくすぶっていたところ、いきなり祖母に顔面に水をかけられ、「甘えるな!」と言われ目が覚める。
父親からの「本当にしたいことは何なんだ」との問いかけに、「演じたい」という気持ちを再確認。
Twitterで現事務所・オフィスMORIMOTOを知る。
所属俳優たちの実績に映像関係が多いことから、所属オーディションに応募し受けることに。
父親の心強い応援もあり、1年後東京に再上京。無事オーディションに受かり、オフィスMORIMOTOに所属。
2025年5月、同事務所退所。

## 出演

### 舞台
- 「ドブ恋九州vo.1」（2017年4月25日 - 30日、演出・脚本:金沢智樹、甘棠館show劇場）
- 「ドブ恋九州vo.2」（2017年10月4日 - 9日、演出・脚本:金沢智樹、甘棠館show劇場）
- 「島へおいでよ」（2017年11月28日 - 12月3日、ぽんプラザ） - 主演：ミコト役
- 「バックヤードマーチ」（2018年4月10日 - 15日、甘棠館show劇場） - ヒロイン：川北モモ役
- 「愛をとりもどせ」（2018年7月31日 - 8月5日、甘棠館show劇場）
- 「愛されたい娘と愛せない母」（2018年11月27日 - 12月2日、ぽんプラザ）
- 「朱に染まれ」（2019年4月29日 - 30日、出演・演出　脚本:小森陽一）
- 「白と黒の忘年会」（2019年11月2日 - 17日、シアターモリエール） - カレン役
- 「アリスインアリスinデッドリースクール」（2019年12月12日 - 23日、シアターKASSAI） - 辻井水貴役
- 「赦免花」（2020年1月24日 - 28日、TACCS1179） - 早坂憲吾役（男役）
- 「まんま、見いや!」（2020年2月13日 - 17日、シアターモリエール） - 小岩井みどり役
- 「竜馬を殺す」（2025年1月15日 - 19日、シアターサンモール）[1]

### テレビドラマ
- 福岡発地域ドラマ「福岡美人がゆく!」（2019年、NHK総合）
- 「吉祥寺ルーザーズ」第3話（2022年、テレビ東京）
- アンメット ある脳外科医の日記 第3話（2024年4月29日、関西テレビ・フジテレビ） - 石嶺あゆみ 役[2]
- ミス・ターゲット 第3話（2024年5月5日、朝日放送・テレビ朝日） - 真夏 役[3]
- ひとりでしにたい 第1話（2025年6月21日、NHK総合）- 佐藤有規 役[4]

### テレビバラエティ
- 「しろ旅 ～家康を生んだ城下町スペシャル～」（2023年、NHK BSプレミアム）[5]

### 映画
- 短編映画「猫背の未来師」（2021年）
- 「レッドシューズ」（2022年、監督:雑賀俊朗）
- 「炎上する君」（2023年、原作：西加奈子 「炎上する君」（角川文庫／KADOKAWA）、脚本・監督：ふくだももこ監督）

### CM
- ソフトバンク「スポナビライブ」
- 西部ガス「火のあるくらし 篇」
- 電気保安協会
- パチンコ"楽園"
- 高野山スズキ（2022年）
- Netflix
- サントリー「CRAFT BOSS」
- 雲海酒造 木挽BLUE（2022年）

### SHOW
- FASHION WEEK FUKUOKA（2019年）

### WEB
- 株式会社SIGMA 製品プロモーション動画「MONOCHROME」（2020年11月）
- 株式会社SIGMA 新製品PV「SPO×SIGMA24mmで映す日々の記憶」（2021年1月）
- 株式会社SIGMA 新製品PV「28-70 fF2.8 DG DN | CONTEMPORARY」（2021年3月）
- 山口県長門市ワーケーション（2021年）